# Фавен, Антти
Юрьё Антти Фавен (фин. Yrjö Antti Favén; 20 мая 1882, Гельсингфорс, Великое княжество Финляндское — 17 октября 1948, Стокгольм, Швеция) — финский художник-портретист.

## Биография
Родился 20 мая 1882 года в Гельсингфорсе, в Великом княжестве Финляндском в семье писателя и преподавателя университета Оскара Фавена (более известного как Оскар Уотили) и Иды Йелт (фин. Ida Bertha Hildegard Hjelt). Его дядя - художник Аукусти Уотила.
В 1900 году окончил Хельсинкское реальное училище и с 1900 по 1901 годы учился в Финском художественном обществе. С 1902 по 1911 годы обучался в Париже.
С 1902 по 1909 годы принимал активное участие в выставках финских художников. Его работы экспонировались на зарубежных выставках в Швеции, Дании, Италии, Венгрии и Австрии.
В 1939 году в период военных действий между СССР и Финляндией эмигрировал в Швецию.
Скончался 17 октября 1948 года в Стокгольме.

## Творчество
Художник прославился как портретист, но писал также пейзажи. Он создал серию карикатур, которые были опубликованы, например, в газете Курикка (Kurikka).

### Работы
- Hugo Simbergin muotokuva, 1903
- Vatsatanssijatar, 1903
- Kaksi naista, 1905
- Rypäleitä syövä tyttö (Laulajatar Suoma Koukola), 1905
- Sigurd Wettenhovi-Aspan muotokuva, 1905
- Pesijättäriä, aihe Nizzasta, 1907
- Taiteilija Fahle Basilier, 1908
- Kaupunkikuva silta-aiheineen, 1909
- Päivänpaistetta, 1910—1911
- Jean Sibeliuksen muotokuva, 1913
- Iltapäivän auringonpaisteessa, 1919
- Eino Leinon muotokuva, 1922
- Syysmaisema, 1925
- Näkymä Kaivopuistosta, 1931
- Kesämaisema, 1940
- Sateen jälkeen, 1947
- Auringonlasku, 1944—1948